# Carlo Goldoni
Carlo Osvaldo Goldoni (født 25. februar 1707, død 6. februar 1793) var en italiensk dramatiker og librettist.
Goldoni blev født i Venedig. Han blev uddannet som sagfører. Men fra sine tidligste år – og til sin fars store harme – var han besat af teater. Fra 1730'erne begyndte han at skrive teaterstykker. Hans første prøver var tragedier, men snart lærte han at blande commedia dell'arte med Molière og blev Italiens mest beundrede komedieforfatter. I 1737 blev han teaterdirektør på Teatro Malibran i Venedig.
Særlig kendt er komedien Tjener for to herrer (Il servitore di due padroni, 1745).
I 1761 flyttede han til Frankrig og skrev derefter mest på fransk.

## Udvalgt biografi
- Il servitore di due patroni (1745)
- L'Arcadia in Brenta (1749, libretto til en opera af Galuppi)
- La locandiera (1753)
- La buona figliuola (1760, libretto til en opera af Piccinni)
- Le Bourru bienfaisant (1771)
- Mémoires (1787, selvbiografi)

## Filmatiseringer
- Truffaldino iz Bergamo, sovjetisk filmatisering fra 1976 af Tjener for to herrer